# Herzbeutel
Der Herzbeutel oder das Perikard (lateinisch Pericardium, latinisierte Form aus altgriechisch περί „herum“ und καρδιά „Herz“; lateinisches Synonym: Theca cordis) ist ein bindegewebiger Sack, der das Herz umgibt und dem Herzen durch eine schmale Gleitschicht freie Bewegungsmöglichkeit gibt. Er enthält als Gleitmittel eine geringe Menge (beim erwachsenen Menschen 10–15 ml) seröser Flüssigkeit (Liquor pericardii).

Ventralansicht eines menschlichen Herzbeutels. Der dorsale Teil ist weitgehend freigelegt (das Herz ist herauspräpariert). Im Bereich der Aorta ist der Herzbeutel weitgehend geschlossen dargestellt.

## Anatomie
Das Perikard umschließt das Herz nahezu ganz. Ausgeschlossen sind die abgehenden Gefäße des Herzens. Das Perikard besteht aus zwei Anteilen:
- dem Pericardium fibrosum aus Kollagenfasern zum Schutz vor Überdehnung des Herzens
- dem zwischen Pericardium fibrosum und Herzen liegenden Pericardium serosum

Das Pericardium serosum wird, wie alle serösen Häute, in zwei Bereiche unterteilt. Die Lamina visceralis liegt dem Herzen direkt an und wird auch Epikard genannt. Die Lamina parietalis ist fest mit dem Pericardium fibrosum verwachsen. Zwischen den beiden Blättern befinden sich beim Menschen etwa 10–15 ml seröse Flüssigkeit (Liquor pericardii). An der Ausgangstelle der Gefäße des Herzens schlagen die Blätter ineinander um. Dieser Übergang vom inneren Blatt des Herzbeutels auf das äußere Blatt erfolgt in zwei getrennten Umschlaglinien, von denen die eine alle Arterien (Crista aortae ascendentis) und die andere alle Venen umschließt.
An diesen Umschlagfalten des Perikards bilden sich zwei Ausbuchtungen: Der Sinus transversus pericardii verläuft horizontal zwischen dem Unterrand der Umschlagfalte der austretenden Gefäße (Aorta und Truncus pulmonalis in der Porta arteriosa) und der Falte der in das Herz eintretenden Venen (Venae cavae und Venae pulmonales in der Porta venosa). Unterhalb Letzterer befindet sich schräg nach unten rechts verlaufend der Sinus obliquus pericardii. Er bildet bei Menschen in der Rückenlage den tiefsten Punkt der Perikardhöhle.
Der Herzbeutel ist durch die Ligamenta phrenicopericardiaca fest und straff mit der Sehnenplatte des Zwerchfells verbunden. Rückenwärts verbindet sich der Herzbeutel über die Membrana bronchopericardiaca elastisch mit Zwerchfell und Luftröhre. Zum Brustbein ziehen zarte Bindegewebszüge, die als Ligamenta sternopericardiaca bezeichnet werden.
Das Perikard wird von Ästen des Nervus phrenicus (Rami pericardiaci) innerviert. Die arterielle Versorgung erfolgt über die Arteria pericardiacophrenica, die der Arteria thoracica interna entspringt.

## Diagnostik
Am schnellsten kann man den Herzbeutel mittels Ultraschall darstellen. Verkalkungen erkennt man besser im Röntgenbild des Thorax (Brustkorb) oder in der Computertomografie.
Bei Ergüssen kann man eine zytologische Untersuchung der durch Punktion gewonnenen Flüssigkeit durchführen.

## Erkrankungen
Eine Entzündung des Herzbeutels nennt man Perikarditis. Sie kann auf dem Boden einer viralen Infektion entstehen oder rheumatischer Art sein. Früher spielte auch die Tuberkulose als Ursache eine große Rolle. Eine so genannte aseptische Entzündung kann im Endstadium der Urämie auftreten.
Die Perikarditis kann durch Vernarbung zu einem verhärteten Perikardbeutel (Pericarditis constrictiva) oder zu Verkalkungen (Pericarditis calcarea, „Panzerherz“) führen. Die krankhafte Vermehrung der Herzbeutelflüssigkeit oder die Ansammlung anderer Körperflüssigkeiten (zum Beispiel Blut) im Herzbeutel werden als Perikarderguss bezeichnet. Sie können zu einer Herzbeuteltamponade führen.
Das Dressler-Syndrom (Postmyokardinfarkt-Syndrom) zeichnet sich durch anginöse Schmerzen nach einem Herzinfarkt aus. Tumoren des Perikards sind selten.

## Geschichte
Strukturen des Herzbeutels waren bereits in der griechischen Antike zur Zeit des Hippokrates von Kos bekannt. Später befassten sich unter anderem Galenos, Wilhelm Fabry, William Harvey, Morgagni, Leopold Auenbrugger, René Laennec, Adolf Kußmaul und Wenckebach mit krankhaften Veränderungen des Perikards. Bis ins späte Mittelalter hinein bestand die Vorstellung von „haarigen Herzen“, womit Herzen mit chronischen (vgl. den Begriff Panzerherz) oder entzündlichen Perikarderkrankungen beschrieben wurden, solche Herzen aber auch kräftigen bzw. tapferen Männern (etwa Aristomenes) zugesprochen wurden. Eine Eröffnung bzw. Punktion des (hydropischen) Herzbeutels zur Behandlung eines Perikardergusses wurde im 17. Jahrhundert erstmals von Jean Riolan, Jean-Baptiste Sénac und Giovanni Battista Morgagni vorgeschlagen. Die erste Teilresektion des Perikards erfolgte 1910 durch Hallopeau.